# George N. Barnard

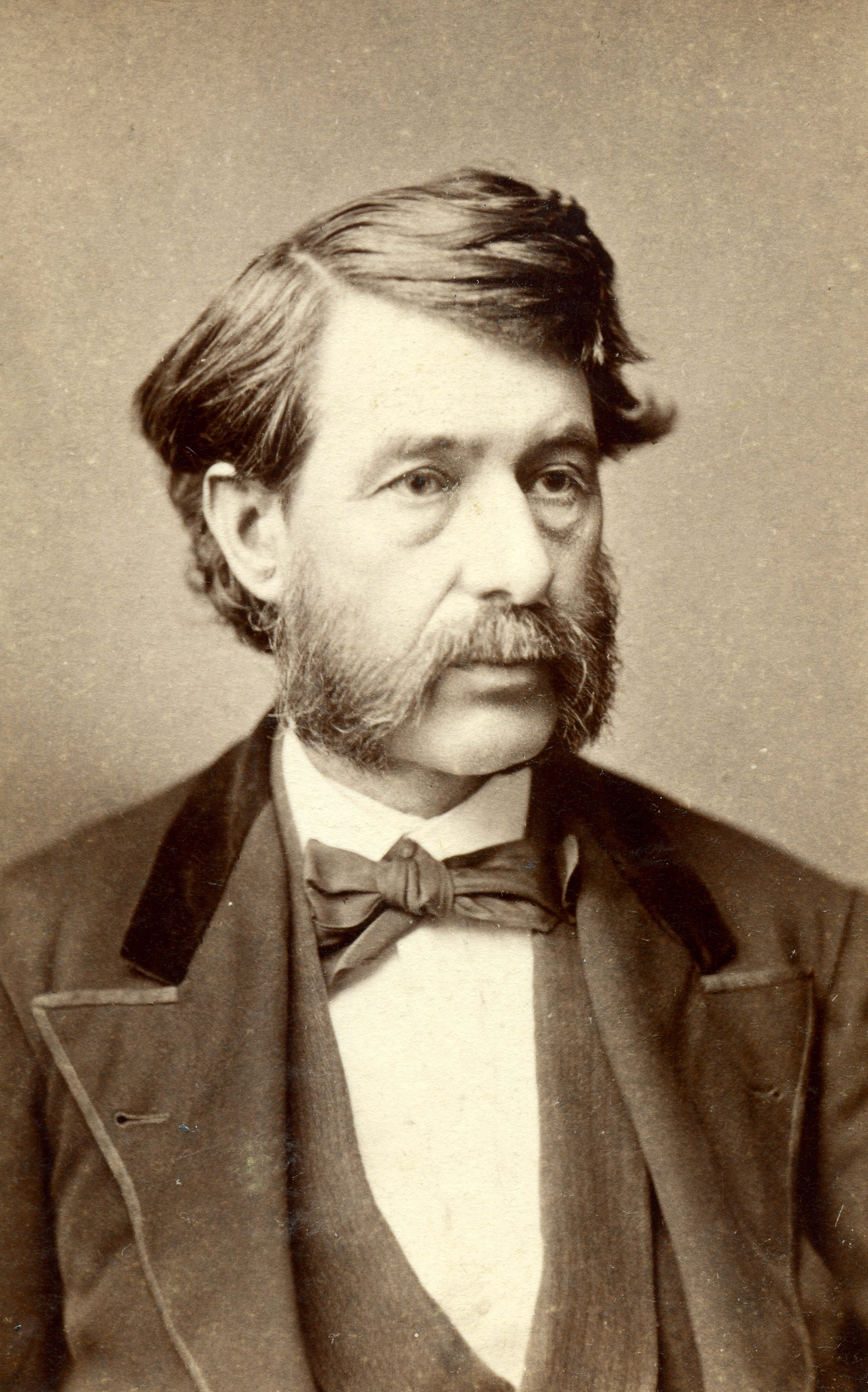
George Norman Barnard

George N. Barnard (* 23. Dezember 1819 in Coventry, Connecticut; † 4. Februar 1902 in Cedarvale, New York) war ein US-amerikanischer Fotograf, der vor allem durch seine Bilder des Amerikanischen Bürgerkrieges bekannt wurde.

## Frühe Jahre
George Norman Barnard wurde am 23. Dezember 1819 in Coventry als Sohn von Norman und Grace Badger Barnard geboren. Nach dem Tod seines Vaters im Jahr 1826 zog Barnard mit seiner Familie nach New York City. Später lebte er bei seiner Schwester in Gallatin (Tennessee), doch kehrte er 1842 nach New York zurück und heiratete ein Jahr später seine Frau Sarah Jane Hodges, mit der er zwei Kinder hatte, von denen eines noch im Kindesalter verstarb. 1845 arbeitete Barnard zunächst in Oswego als Hotelier, bevor er ein Jahr später sein eigenes Daguerreotypie-Studio eröffnete. Da er keine Ausbildung bei einem Fotografen genoss, bleibt ungeklärt, wo er seine Fotografiekenntnisse erworben hat.

## Karriere als Fotograf

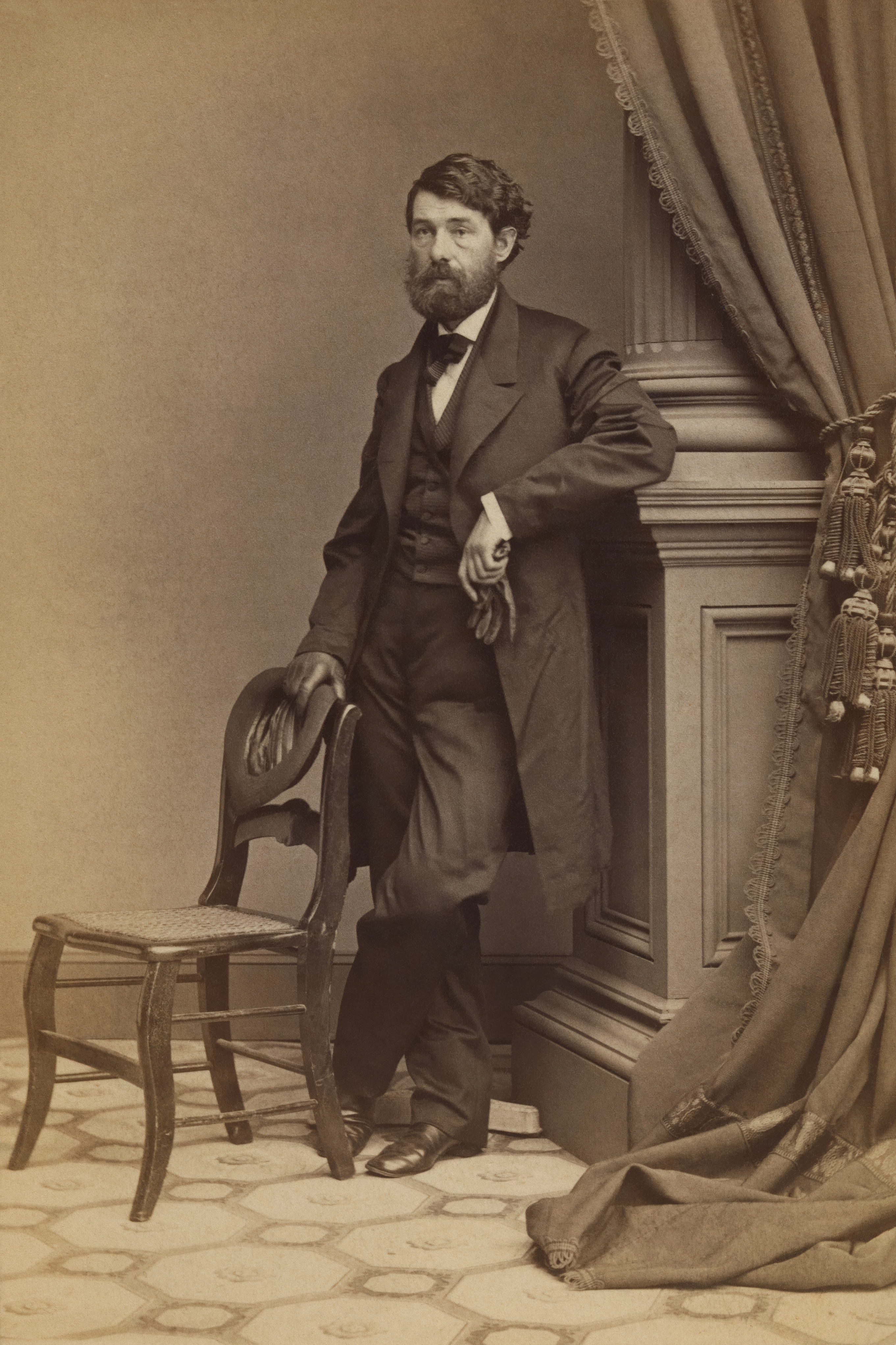
George N. Barnard; Foto von Mathew B. Brady

Seine Bilder vom 5. Juli 1853, die das Feuer in einer Getreidemühle in Oswego dokumentierten, werden heute als die ersten Nachrichtenfotos und Barnard somit als einer der Begründer des Fotojournalismus angesehen. Noch im selben Jahr eröffnete er ein Studio in Syracuse, wo er neben der Daguerreotypie bald auch Verfahren wie die Ambro- und Ferrotypie anwendete. Nachdem er dieses Studio 1857 verkauft hatte, spezialisierte er sich auf die Kartografie und erstellte ein Ortsverzeichnis des Staates New York. Zwei Jahre später nahm er die Arbeit als Fotograf wieder auf und arbeitete eine Weile für Edward Anthony, dann wurde er neben Timothy H. O’Sullivan, Alexander Gardner und weiteren ein Assistent des berühmten Fotografen Mathew B. Brady in New York City. Da mit dem sich abzeichnenden Sezessionskrieg die Nachfrage nach Porträtaufnahmen insbesondere von Soldaten stark anstieg, wurde Barnard von Brady auch dafür eingesetzt.

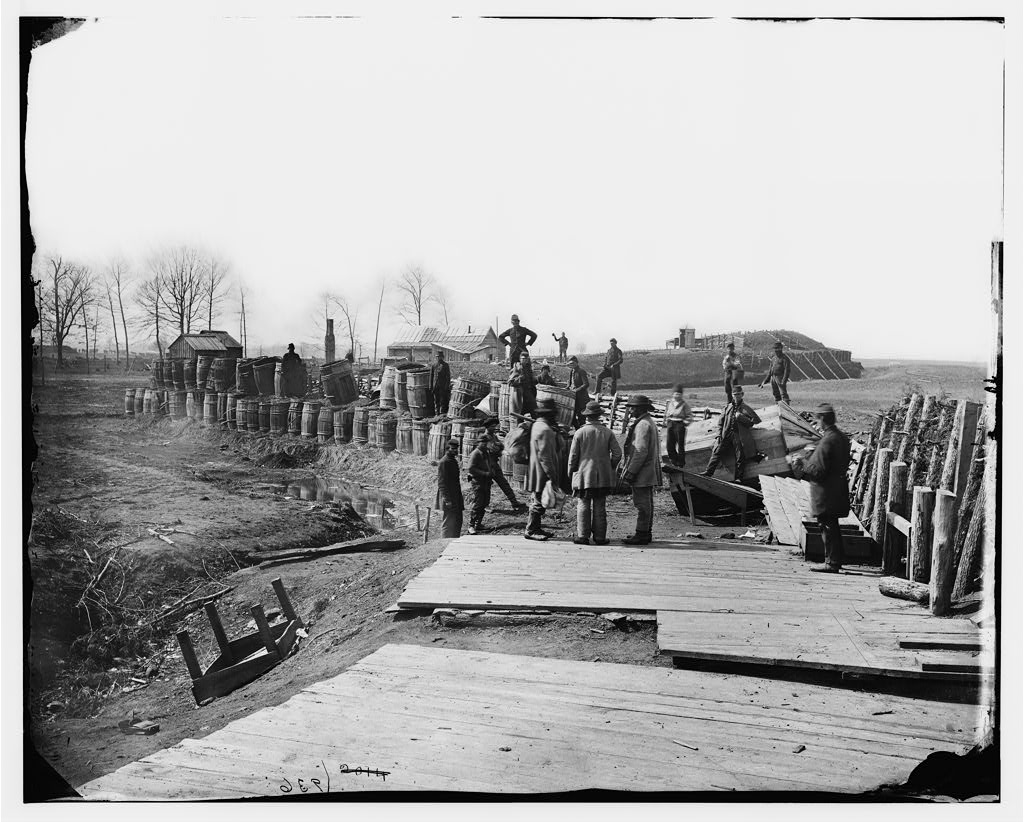
Wehranlage der Konföderierten in Manassas

Nach Ausbruch des Krieges war Barnard dann an vielen bedeutenden Schauplätzen in Virginia, wie Manassas, Harpers Ferry oder Yorktown vor Ort, um die Geschehnisse zu fotografieren. 1863 engagierte ihn die Army of the Cumberland, um in Nashville, Tennessee Kopien von Karten zu erstellen und die Topografie der Landschaft zu dokumentieren. Ein Jahr später begleitete er General William T. Sherman und produzierte Bilder des Atlanta-Feldzuges und des anschließenden Marsches zum Meer nach Savannah. Den Abschluss seiner Kriegsfotografie stellten die Bilder aus Columbia und Charleston, South Carolina dar. 61 dieser Fotografien, die heute zu den wohl berühmtesten Barnards zählen, veröffentlichte er 1866 in seinem Buch Photographic Views of the Sherman Campaign.
Nachdem er nach dem Krieg wieder in Syracuse und in Charleston gearbeitet hatte, zog Barnard nach Chicago, wo sein Studio den Flammen des Großen Brandes von 1871 zum Opfer fiel. Barnard hielt auch das auf Fotografien fest. Anschließend ließ er sich in der Zeit zwischen 1873 und 1880 wieder in Charleston nieder. Er zog dann jedoch nach Henrietta, New York, wo er 1881 seine zweite Frau Emma Chapin Gilbert heiratete. Er fand eine Anstellung bei der Eastman Kodak Company in Rochester, für die er Vorführungen des neuartigen Gelatine-Trockenplatten-Verfahrens durchführte. Doch auch die nächsten Jahre waren wieder von Wanderschaft geprägt und so zog die Familie zunächst nach Painesville (Ohio) anschließend nach Gadsden (Alabama), bevor sie 1893 auf eine Farm in Cedarvale, New York zog. Hier verbrachte Barnard seinen Lebensabend und verdiente immer noch Geld damit, Porträtaufnahmen zu erstellen.
Er starb am 4. Februar 1902 und wurde auf einem Friedhof in der Nähe von Syracuse beigesetzt.
2013 waren seine Fotografien Teil der Ausstellung Photography and the American Civil War im Metropolitan Museum of Art.